# Manuel Bayeu
Pour les articles homonymes, voir Bayeu et Subías.
Manuel Bayeu y Subías, né à Saragosse le 8 janvier 1740 et mort à Sariñena vers 1809,, est un moine chartreux, peintre et architecte espagnol.
Il est moine de la chartreuse de Valldemossa — où il passe l'essentiel de sa vie — et de celle de Notre-Dame de las Fuentes — où il meurt.

## Biographie
Manuel Bayeu naît en 1740 dans une famille de peintres, parmi lesquels ses frères Francisco et Ramón. Sa biographie est difficile à réaliser car il est resté pratiquement toute sa vie reclus dans des monastères ; elle est basée presque exclusivement sur la correspondance qu'il maintient avec Martín Zapater, ami d'enfance de Goya, et dont les originaux sont conservés au musée du Prado.
Il entre à la chartreuse de Monegros (Nuestra Señora de las Fuentes) le 3 décembre 1760 et devient profès chartreux douze ans plus tard, le 29 juin 1772, ainsi que maître peintre, ce qui lui vaut de décorer la sacristie de l'église Saint-Gilles de Saragosse,,.
On ne connaît pas les circonstances exactes de sa mort, mais il semblerait qu'il soit mort en 1809, pendant l'occupation française qui fait suite au siège de Saragosse.

## Œuvre
Il pourrait avoir collaboré avec son frère Francisco pour la basilique du Pilar de Saragosse, étant donné qu'il a été à Saragosse les deux fois où Francisco y avait séjourné pour travailler dans la basilique[réf. nécessaire].
En 1779, son travail est remis en question par divers peintres saragossans qui le dénoncent pour réaliser des œuvres sans payer le fisc. Manuel Bayeu rend compte de son travail hors de Saragosse, qui se limite à de petites œuvres pour compenser ceux qui ont rendu quelque service au monastère. Il se sort brillamment du conflit, et l'événement a même un effet publicitaire qui lui est bénéfique, l'affaire faisant parler de lui et de son œuvre. En effet, l'Académie royale des beaux-arts de San Fernando le soutient, et une simple autorisation du prieur lui permet de continuer à peindre.
Son œuvre la plus connue est constituée par les peintures représentant le cycle de la vie de saint Bruno, fondateur de l'ordre des Chartreux, de la chartreuse de Notre-Dame de las Fuentes (désormais au musée de Huesca (es)), au style très personnel et désinvolte, datées de peu après 1793,.
Il travaille également dans la région des Monegros, avec la décoration de la chapelle de San Pedro Arbués à Lalueza, celle du monastère de Sigena et le sanctuaire de la Virgen de Magallón à Leciñena.
Plusieurs tableaux lui sont attribués dans la cathédrale de Huesca et dans celle de San Pedro de Jaca (datant de 1793), où il a reçu une commande plus importante, puisqu'il a dirigé la construction d'une nouvelle abside et a réalisé plusieurs peintures murales.
À Saragosse, on trouve des œuvres dans certaines églises, mais beaucoup ont disparu.
En Catalogne, il y a une œuvre de Bayeu dans la chartreuse de Scala Dei.
À la fin de sa vie, il est envoyé par ses supérieurs à Majorque afin de réaliser des peintures murales dans l'église de la chartreuse de Valldemossa, qui vient d'être restaurée. Il devient ami avec Gaspar Melchor de Jovellanos qui s'y trouve exilé au château de Bellver.
Plusieurs de ses œuvres sont conservées à la Real Sociedad Económica Aragonesa de Amigos del País et au musée de Saragosse

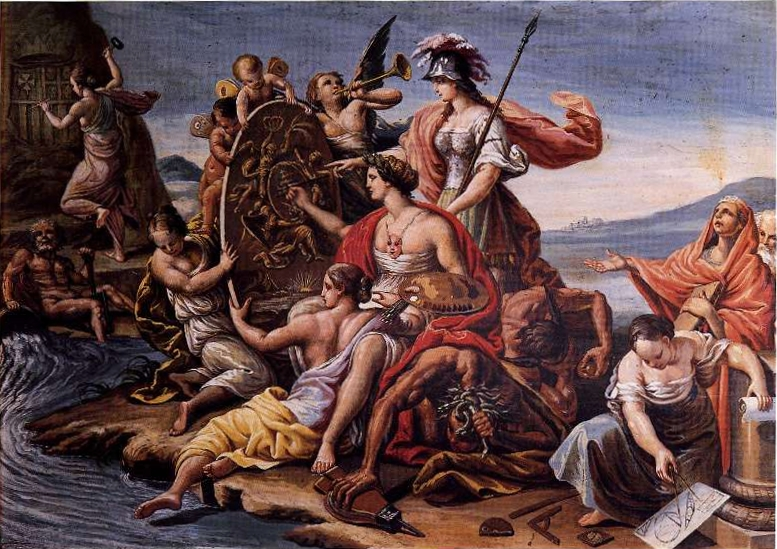
Alegoría de las Bellas Artes exaltando a la Real Sociedad Económica Aragonesa de Amigos del País, 1785.
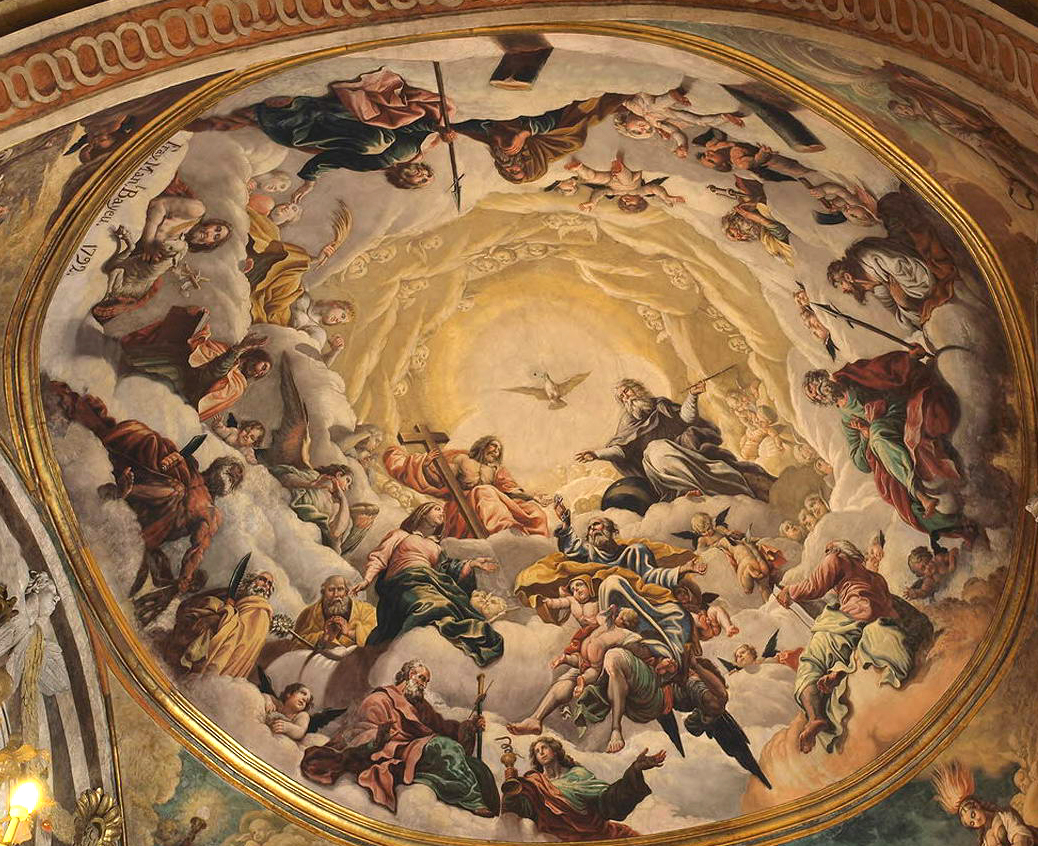
Fresco del ábside nuevo de la catedral de Jaca, 1792.